# Anoura carishina
Anoura carishina (Mantilla-Meluk & Baker, 2010) è un pipistrello della famiglia dei Fillostomidi endemico della Colombia.

## Descrizione

### Dimensioni
Pipistrello di piccole dimensioni, con misurazioni esterne non riportate ma simili a quelle di Anoura geoffroyi.

### Aspetto
La pelliccia è lunga. Il colore generale del corpo è bruno-cannella, con la base dei peli bianca. Il muso è allungato e fornito all'estremità di una piccola foglia nasale lanceolata.  La lingua è sottile, allungabile e provvista di papille filiformi sulla punta. Le orecchie sono relativamente piccole e separate. È privo di coda, mentre l'uropatagio è ridotto ad una sottile membrana lungo la parte interna degli arti inferiori ed è cosparso di peli, particolarmente lungo il margine esterno.

## Biologia

### Alimentazione
Si nutre di nettare e polline.

## Distribuzione e habitat
Questa specie è conosciuta in tre località della Colombia settentrionale e sud-occidentale.

## Conservazione
Questa specie, essendo stata scoperta solo recentemente, non è stata sottoposta ancora a nessun criterio di conservazione.